# Pascal Amours
Pascal Amours, né le 9 septembre 1959 à Gaillon, est un footballeur français. 
Amours réalise l'essentiel de sa carrière professionnelle dans deux clubs, le FC Rouen et le Red Star 93.

## Biographie
Natif de la région, Amours intègre le groupe professionnel du FC Rouen à la fin des années 1970. Il y évolue en D2 de 1978 à 1982 puis connaît la première division pendant trois saisons. Rapide, adroit et doté d'une bonne relance, il est nommé en 1984 meilleur défenseur droit du championnat de France par le magazine But !.
À la suite de la double relégation du club rouennais, il signe en 1986 au FC Bourges, en D2, puis rejoint l'année suivante le Red Star 93 dont il accompagne le retour en D2, au point d'en devenir le capitaine. Il prend sa retraite sportive en 1992, avec plus de 300 matchs professionnels au compteur. Il intègre alors un temps le staff du club audonien.